# Gieorgij Chietagurow
Gieorgij Iwanowicz Chietagurow ros. Гео́ргий Ива́нович Хетагу́ров, (ur. 12 kwietnia?/25 kwietnia 1903 we wsi Zaramag w Osetii Północnej, zm. 3 września 1975 w Moskwie) – radziecki generał armii, Bohater Związku Radzieckiego (1945), deputowany do Rady Najwyższej ZSRR 5., 6., 7. i 8. kadencji.

## Życiorys
Z pochodzenia Osetyjczyk. Do Armii Czerwonej wstąpił w styczniu 1920 i wziął udział w wojnie domowej w Rosji. Od 1922 zastępca dowódcy i dowódca plutonu w 28 DS. W 1926 skończył szkołę wojskową w Kijowie. Od 1928 komisarz polityczny 25 batalionu strzelców górskich 5 Brygady Kawalerii na Kubaniu. W 1929 jako dowódca baterii wziął udział w konflikcie o Kolej Wschodniochińską. Później został dowódcą artylerii 21 Korpusu Zmechanizowanego w Leningradzkim Okręgu Wojskowym.
W 1941 brał udział w walkach na Froncie Północno-Zachodnim, ranny. Od listopada 1941 do grudnia 1942 szef sztabu 30 Armii, uczestnik walk pod Moskwą. Następnie szef sztabu nowo utworzonej 3 Gwardyjskiej Armii, a od marca do sierpnia 1943 jej dowódca. Od stycznia do maja 1944 szef sztabu 1 Gwardyjskiej Armii w ramach 1 Frontu Ukraińskiego, potem dowódca 82 GwDS w ramach 3 Frontu Ukraińskiego. Latem 1944 walczył na przyczółku warecko-magnuszewskim. Dowodzona przez niego dywizja zajęła w styczniu 1945 Łódź, a w lutym wzięła udział w walkach o Poznań, później o Kostrzyn nad Odrą. Podczas walk o Berlin 26 kwietnia został dowódcą 29. Gwardyjskiego Korpusu Strzeleckiego. 6 kwietnia 1945 wyróżniony tytułem Bohatera ZSRR.
W lipcu 1945 dowodził 59 Korpusem Strzeleckim 1 Frontu Dalekowschodniego, przejmując z rąk Japończyków m.in. Harbin. Po wojnie ponownie dowódca 29 Gwardyjskiego Korpusu Strzeleckiego. Od kwietnia 1949 do sierpnia 1952 dowódca 30 Gwardyjskiego Korpusu Strzeleckiego w Leningradzkim Okręgu Wojskowym, później asystent dowódcy, a od 1954 – dowódca 8 Gwardyjskiej Armii. W 1958–1963 dowódca Północnej Grupy Wojsk stacjonującej w Polsce. W 1963–1971 dowódca Bałtyckiego Okręgu Wojskowego. Deputowany do Rady Najwyższej ZSRR 5., 6., 7. i 8. kadencji. Od 1971 Inspektor Generalny Ministerstwa Obrony.
Pochowany na Cmentarzu Nowodziewiczym w Moskwie. Jego imieniem nazwano ulicę we Władykaukazie.

## Odznaczenia
- Złota Gwiazda (1945)
- Order Lenina (trzykrotnie)
- Order Rewolucji Październikowej
- Order Czerwonego Sztandaru (pięciokrotnie)
- Order Suworowa I klasy
- Order Kutuzowa I klasy
- Order Kutuzowa II klasy
- Order Czerwonej Gwiazdy
- Order „Za służbę Ojczyźnie w Siłach Zbrojnych ZSRR” III stopnia
- Medal „Za zwycięstwo nad Niemcami w Wielkiej Wojnie Ojczyźnianej 1941–1945”
- Medal „Za zwycięstwo nad Japonią”
- Medal „Za obronę Moskwy”
- Medal „Za zdobycie Berlina”
- Medal „100-lecia urodzin Lenina”
- Medal jubileuszowy „Dwudziestolecia zwycięstwa w Wielkiej Wojnie Ojczyźnianej 1941–1945”
- Medal jubileuszowy „Trzydziestolecia zwycięstwa w Wielkiej Wojnie Ojczyźnianej 1941–1945”
- Medal jubileuszowy „30 lat Armii Radzieckiej i Floty”
- Medal jubileuszowy „40 lat Sił Zbrojnych ZSRR”
- Medal jubileuszowy „50 lat Sił Zbrojnych ZSRR”
- Medal 800-lecia Moskwy

I inne medale radzieckie i odznaczenia zagraniczne.